# Linschoten (wieś)
Linschoten – wieś w Holandii, w prowincji Utrecht, w gminie Montfoort. Graniczy od północy z miastem Woerden.

## Historia
Pierwsze ślady osadnictwa na terenie Linschoten pochodzą ze średniowiecza. Na terenie obecnej wsi znajdowały się torfowiska, które osuszono za pomocą młynów. W XIII wzniesiono kościół św. Jana, obecnie protestancki. W 1663 Johan Strick wykupił wieś od kapituły katedralnej w Utrechcie, a w 1638 wzniósł rezydencję Huis te Linschoten.

## Populacja
Źródło: